# Enzo Faulbaum
Enzo Alejandro Faulbaum Solari (* 23. Januar 1998) ist ein chilenischer Sprinter, der sich auf die 200-Meter-Distanz spezialisiert hat.

## Sportliche Laufbahn
Erste internationale Erfahrungen sammelte Enzo Faulbaum im Jahr 2014, als er bei den Jugendsüdamerikameisterschaften in Cali in 21,49 s die Bronzemedaille im 200-Meter-Lauf gewann und auch mit der chilenischen 4-mal-400-Meter-Mixed-Staffel in 3:32,13 min die Bronzemedaille gewann. Im Jahr darauf gewann er bei den Juniorensüdamerikameisterschaften in Cuenca in 21,06 s die Bronzemedaille über 200 m und belegte in 10,52 s den vierten Platz im 100-Meter-Lauf. Zudem gewann er in 40,62 s die Silbermedaille in der 4-mal-100-Meter-Staffel sowie in 3:13,79 min auch in der 4-mal-400-Meter-Staffel. Anschließend schied er bei den Jugendweltmeisterschaften in Cali mit 12,45 s in der ersten Runde über 100 m aus und gewann bei den Südamerikameisterschaften in Lima in 3:10,32 min gemeinsam mit Martín Tagle, Sergio Aldea und Sergio Germaín die Silbermedaille in der 4-mal-400-Meter-Staffel hinter dem Team aus Venezuela und kam in der 4-mal-100-Meter-Staffel nicht ins Ziel. 2017 gewann er dann bei den U20-Südamerikameisterschaften in Leonora in 21,55 s die Bronzemedaille über 200 m und belegte in 10,80 s den fünften Platz über 100 m. Anschließend klassierte er sich bei den Südamerikameisterschaften in Luque in 21,41 s den fünften Platz über 200 m und gelangte mit der 4-mal-400-Meter-Staffel nach 3:13,64 min auf den vierten Platz und wurde in der 4-mal-100-Meter-Staffel disqualifiziert. Bei den U20-Panamerikameisterschaften in Trujillo schied er mit 22,15 s in der Vorrunde über 200 m aus und belegte in beiden Staffelbewerben den sechsten Platz. Im Jahr darauf nahm er an den Südamerikaspielen in Cochabamba teil und belegte dort in 21,17 s den sechsten Platz über 200 m und gewann in 3:11,58 min gemeinsam mit Alfredo Sepúlveda, Rafael Muñoz und Sergio Aldea die Bronzemedaille hinter den Teams aus Kolumbien und Venezuela und belegte in 39,97 s den vierten Platz in der 4-mal-100-Meter-Staffel. Anschließend klassierte er sich bei den Ibero-Amerikanischen Meisterschaften in Trujillo mit 10,78 s auf dem achten Platz über 100 m und erreichte nach 21,53 s Rang sechs im 200-Meter-Lauf. Zudem siegte er in 3:10,77 min in der 4-mal-400-Meter-Staffel. Ende September gewann er bei den U23-Südamerikameisterschaften in Cuenca in 21,20 s die Bronzemedaille hinter dem Argentinier Otilio Rosa und Carlos Perlaza aus Ecuador. Zudem sicherte er sich in 40,60 s die Silbermedaille in der 4-mal-100-Meter-Staffel und erreichte mit der 4-mal-400-Meter-Staffel nach 3:20,89 min Rang fünf.
2019 belegte er bei den Südamerikameisterschaften in Lima in 21,46 s den siebten Platz über 200 m und gewann in 3:11,84 min gemeinsam mit Rafael Muñoz, Alejandro Peirano und Alfredo Sepúlveda die Bronzemedaille in der 4-mal-400-Meter-Staffel hinter Kolumbien und Brasilien und wurde in der 4-mal-100-Meter-Staffel in 40,32 s Vierter. Anschließend nahm er an der Sommer-Universiade in Neapel teil und schied dort mit 22,03 s in der ersten Runde über 200 m aus und verpasste mit der 4-mal-400-Meter-Staffel den Finaleinzug. 2022 belegte er bei den Juegos Bolivarianos in Valledupar in 21,00 s den fünften Platz und gelangte mit der Staffel mit 3:11,92 min ebenfalls auf Rang fünf. Im Oktober erreichte er bei den Südamerikaspielen in Asunción mit 21,24 s Rang vier über 200 Meter und wurde im Staffelbewerb in 3:10,00 min Vierter. Im Jahr darauf schied er bei den Panamerikanischen Spielen in Santiago de Chile mit 21,55 s im Vorlauf über 200 Meter aus. 2025 schied er bei den Südamerikameisterschaften in Mar del Plata mit 10,65 s und 21,49 s jeweils in der ersten Runde über 100 und 200 Meter aus und belegte mit der Staffel in 41,21 s den sechsten Platz. 
In den Jahren 2018 und 2019 sowie 2021, 2022 und 2025 wurde Faulbaum chilenischer Meister im 200-Meter-Lauf sowie 2019 auch in der 4-mal-100-Meter-Staffel.

## Persönliche Bestleistungen
- 100 Meter: 10,45 s (+0,6 m/s), 4. Juni 2022 in Cochabamba
- 200 Meter: 20,90 s (0,0 m/s), 26. April 2019 in Cochabamba